# Waterberg

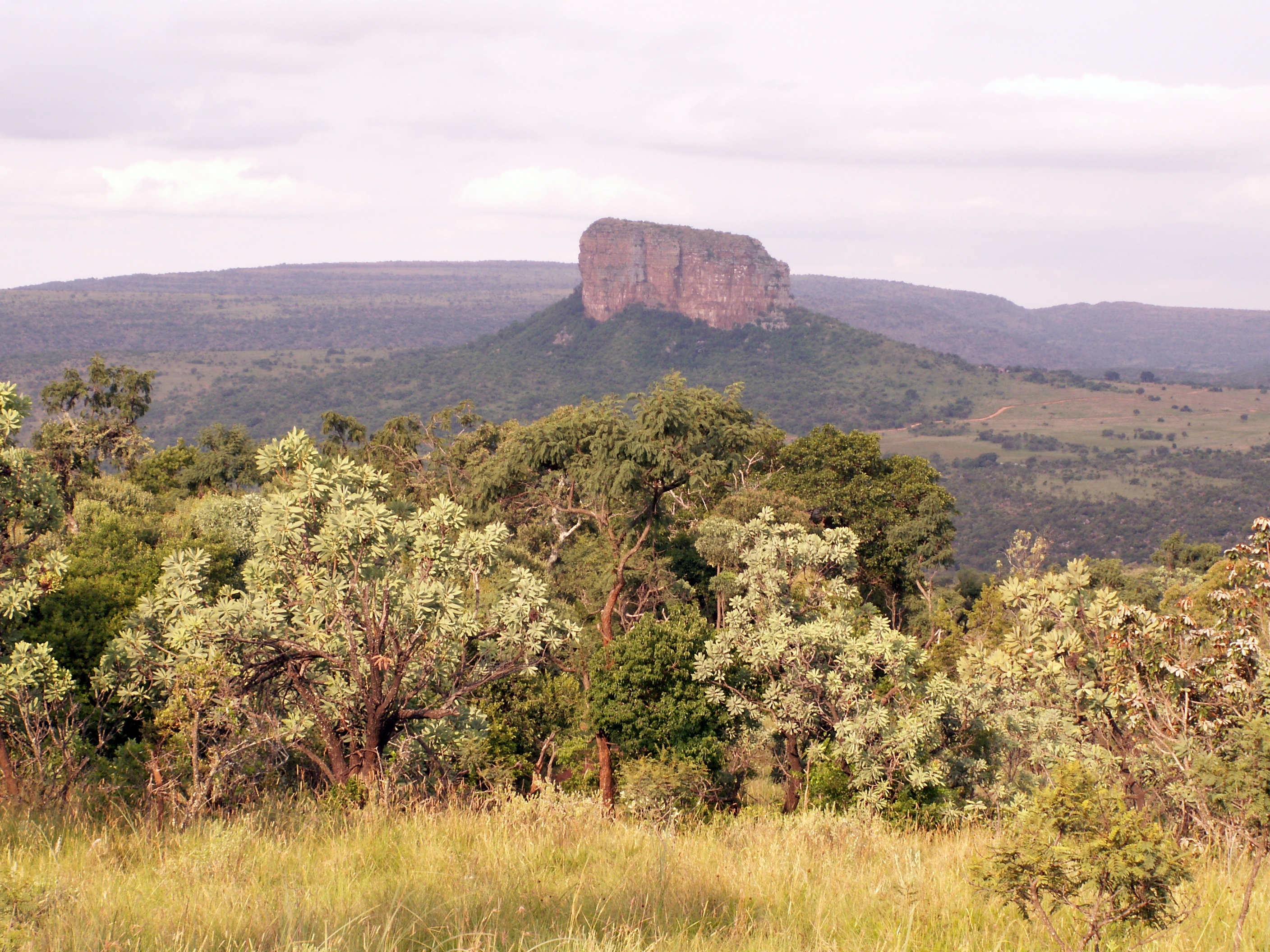
Krajobraz pasma Waterberg

Waterberg – pasmo górskie w północno-wschodniej Republice Południowej Afryki, w prowincji Limpopo. Rozciąga się od miasta Thabazimbi na południu do rzeki Lapalala na północnym wschodzie. Dominuje tu ekosystem suchych lasów podrównikowych, występują tu też bagna. Na łagodnych zboczach gór biorą swój początek liczne strumienie. 
W 2001 roku obszar Waterbergu został uznany przez organizację UNESCO za rezerwat biosfery.